# Aine, Indie
Aine – wieś w Indiach położona w stanie Maharasztra, w dystrykcie Thane, w tehsilu Dahanu.
Według spisu ludności Indii z 2011 roku, w Aine znajdują się 272 gospodarstwa domowe, które zamieszkuje 1355 osób.